# Kiiwa Jafaagfaali
Kiiwa Jafaagfaali (auch: Kiiua Dzhafagfali) ist eine kleine Inselgruppe von Somalia. Sie gehören politisch zu Jubaland und geographisch zu den Bajuni-Inseln, einer Kette von Koralleninseln (Barriereinseln), welche sich von Kismaayo im Norden über 100 Kilometer bis zum Raas Kaambooni nahe der kenianischen Grenze erstreckt.

## Geographie
Die Inselchen liegen in einem Bereich, welcher eher durch verschiedene Kaps (Ras) gegliedert ist (Raas Goome Lahekuwa – N; Raas Ooddo – S). Nach Norden schließen sich in einigen Kilometern Entfernung die Ikumbi-Inseln an und im Süden liegt in mehreren hundert Metern Entfernung die Insel Miyaandi.
Zu den Inselchen gehört weiter zur Küste hin auch Jasiiraada Cabdinasir.

## Klima
Als Klima herrscht heißes Steppenklima mit Monsuneinfluss.